# Neida
Neida ist ein Gemeindeteil von Meeder im oberfränkischen Landkreis Coburg.

## Geographie
Das Haufendorf liegt etwa zehn Kilometer nordwestlich von Coburg. Die Staatsstraße St 2205 von Coburg nach Bad Rodach führt durch den Ort. Außerdem gibt es Gemeindeverbindungsstraßen nach Birkenmoor und Herbartsdorf. Der Sulzbach fließt durch Neida. Die höchste Erhebung ist der südwestlich liegende Hahnberg mit 394 Metern.

## Geschichte
Neida wurde 1317 erstmals im Urbarium, einer Auflistung von Besitzungen der Henneberger beim Erwerb der Neuen Herrschaft, als „Nydauwe“ urkundlich erwähnt.
Anfang des 14. Jahrhunderts lag Neida im Herrschaftsbereich der Henneberger. 1353 kam der Ort mit dem Coburger Land im Erbgang zu den Wettinern und war somit ab 1485 Teil des Kurfürstentums Sachsen, aus dem später das Herzogtum Sachsen-Coburg hervorging.
Im Jahr 1508 lebten in Neida 15 wehrfähige Männer. Neunzig Jahre später, 1618 zu Beginn des Dreißigjährigen Krieges, waren es 21. Bis 1650 sank die Zahl der Mannschaft auf 10. Die Anzahl der Häuser verminderte sich im gleichen Zeitraum von 21 auf 10. Die Gemeindegemarkung umfasst auch die Gebiete der Wüstungen Burkersdorf und Kirchberg, die südlich von Neida am Callenberger Forst lagen und deren Untergänge nicht dokumentiert sind.
Neida gehört seit Jahrhunderten zum Kirchensprengel Meeder. Im Jahr 1783 lebten 128 Einwohner in 26 Häusern. Ein Gemeindehaus entstand wohl 1566. Im Jahr 1785 wurde ein neues Gemeindehaus mit Schmiede errichtet und mit einem Dachreiter als Glockenturm versehen, in dem seit 1786 eine Bronzeglocke mit 45 Zentimeter Durchmesser hängt und seit 1836 eine Uhr installiert ist. 1983 wurde das Gemeindehaus verkauft und in den folgenden Jahren umgebaut.
Im Jahr 1851 wurden die Grundlasten abgelöst. 1836 erfolgte der Bau einer steinernen Brücke über den Sulzbach und 1849 der Chausseebau nach Wiesenfeld bei Coburg. Die Kinder besuchten ab 1839 die Schule in dem benachbarten Breitenau. Ein eigenes Schulhaus wurde am 8. November 1953 eingeweiht. Die Kosten betrugen einschließlich Lehrerwohnhaus rund 110.000 Deutsche Mark. Ab 1970 gehörte die Gemeinde zum Schulverband Meeder und die Schule wurde geschlossen.
Den ersten Telefonanschluss gab es 1907. Eine Flurbereinigung wurde von 1912 bis 1916 durchgeführt. Stromlieferant war ab 1921 das Coburger Überlandwerk.
Im Ersten Weltkrieg verloren neun und im Zweiten Weltkrieg zwölf Neidaer Soldaten ihr Leben. Gedenktafeln befinden sich vor der Kirche in Meeder. In einer Volksbefragung am 30. November 1919 stimmten 3 Neidaer Bürger für den Beitritt des Freistaates Coburg zum thüringischen Staat und 49 dagegen. Am 1. Juli 1920 wurde der Freistaat Coburg mit dem Freistaat Bayern vereinigt.
Am 1. Januar 1976 erfolgte die freiwillige Eingemeindung Neidas nach Meeder. 1987 hatte das Dorf 167 Einwohner und 40 Wohnhäuser.
Ende Oktober 2014 wurde beim Luftamt Nordbayern in Ansbach der Antrag auf Planfeststellung für den Neubau eines Verkehrslandeplatzes bei Neida, als Ersatz für den Flugplatz Coburg-Brandensteinsebene, eingereicht. Der Antrag auf Einleitung des Planfeststellungsverfahrens wurde 2019 zurückgenommen, da das Luftamt Nordbayern den Instrumentenflugbetrieb am Flugplatz Bamberg-Breitenau genehmigte.

## Einwohnerentwicklung
| Jahr | Einwohnerzahl |
| ---- | ------------- |
| 1672 | 11            |
| 1693 | 94            |
| 1783 | 128           |
| 1840 | 158           |
| 1867 | 149           |
| 1895 | 160           |

| Jahr | Einwohnerzahl |
| ---- | ------------- |
| 1910 | 148           |
| 1933 | 156           |
| 1950 | 250           |
| 1970 | 191           |
| 1992 | 183           |
| 2004 | 197           |

## Baudenkmäler
- Rathaus (Neida)